# Argilloecia affinis
Argilloecia affinis is een mosselkreeftjessoort uit de familie van de Pontocyprididae. De wetenschappelijke naam van de soort is voor het eerst geldig gepubliceerd in 1902 door Chapman.